# 4. Klavierkonzert (Beethoven)
Das Klavierkonzert Nr. 4 G-Dur op. 58 ist ein Klavierkonzert von Ludwig van Beethoven.

## Entstehung
Das 4. Klavierkonzert in G-Dur entstand in den Jahren 1805 bis 1806. Es wurde im März 1807 in Wien bei einem halbprivaten Konzert im Palais Lobkowitz und am 22. Dezember 1808 mit Beethoven als Solisten am Theater an der Wien öffentlich uraufgeführt. Das Klavierkonzert stand an diesem Tag auf dem Programm einer Akademie, bei der auch die 5. Sinfonie, die 6. Sinfonie, Teile der Messe in C-Dur, op. 86 sowie die Chorfantasie uraufgeführt wurden. Beethoven widmete sein op. 58 Erzherzog Rudolph.
Mit dem 5. Klavierkonzert in Es-Dur stellt dieses Werk Beethovens wichtigsten Beitrag zur Gattung des Klavierkonzertes dar. In diesem Werk etablierte Beethoven neue ideelle und künstlerische Qualitäten. Die in der Musikwissenschaft so oft diskutierte Verschmelzung von Sinfonie und Klavierkonzert zum sogenannten sinfonischen Klavierkonzert findet hier einen Anfang. Der Sinfoniker Beethoven erweitert die vormals differenzierte Form des Solokonzertes um den sinfonischen Aspekt. Erstmals bei Beethovens Solokonzerten bilden auch die drei kontrastreichen Sätze inhaltlich eine Einheit. Lyrische und idyllische Gedanken stehen im Vordergrund des Werkes.

## Zur Musik

### 1. Satz: Allegro moderato
1. Satz: allegro moderatoⓘ 
An den Beginn des Satzes stellt Beethoven ein Thema von zarter und lyrischer Schönheit. Mit leisen G-Dur-Akkorden wird der Satz in piano-Lautstärke vom Klavier eröffnet. Dieses Allegro führt sich mit einem melodischen Thema ein, welches gleichzeitig eine Art rhythmisches Grundgerüst für den weiteren Verlauf des Satzes ist. Die leise bebenden, in Achteln vorgetragenen Akkorde stellen dem Satz gleichsam ein Motto voran. Nach dieser Einleitung setzt das Orchester mit der Exposition ein. Das Thema wird nach H-Dur geführt, weiterentwickelt und zurück in die Ausgangstonart G-Dur moduliert. Erst hiernach setzt das Soloinstrument wieder ein. Das folgende zweite Thema wirkt geheimnisvoll und ist von schwebendem Charakter. Zunächst wird das Thema in a-Moll vorgetragen, erklingt anschließend jedoch sieghaft gesteigert in C-Dur. Erst in Verbindung mit dem vorwärtsdrängenden Hauptthema offenbart sich triumphal die gesamte Kraft dieses zweiten Themas. Es entwickelt sich im Folgenden ein virtuos geführter Dialog zwischen dem Orchester und dem Solisten. Hierbei entwickeln sich verschiedene kleine, neue Themen. Besonders in den Mittelpunkt rückt eine Doppelschlagmelodie im Diskant des Klavieres. Dieses mit Trillern verzierte B-Dur-Thema taucht im gesamten Satz noch häufiger auf. Im triumphalen Zusammenspiel des Pianisten mit dem Orchester hat der Solist expressives Figurenwerk, schillernde Triller, gewaltige Akkorde und chromatische Läufe zu bewältigen. Beethoven stellt für dieses Konzert zwei Kadenzen zur Auswahl. Die von Beethoven bevorzugte Kadenz ist themenbezogener und entwickelt ihre Virtuosität bis zum Ende hin. Die zweite Kadenz, „Triolenkadenz“ genannt, wurde beispielsweise von dem bedeutenden italienischen Pianisten Maurizio Pollini bevorzugt. Dem Pianisten steht frei, welche der beiden Kadenzen er wählt.
Der Kadenz folgt ein letzter lyrischer Teil mit einem Zitat des Hauptthemas, bevor der gewaltige Satz einen glanzvollen Abschluss durch das Orchester findet.

### 2. Satz: Andante con moto
2. und 3. Satz: Andante con moto – Rondo (vivace)ⓘ 
Die Wahl der parallelen Molltonart e-Moll verdeutlicht die enge thematische Einbindung des zweiten Satzes in das Gesamtgefüge. Nach Aussagen von Freunden Beethovens wurde der Satz durch die Orpheussage angeregt. Der Sänger der Liebe bezwingt dort die finsteren Mächte der Unterwelt. Dieser Konflikt wird von Beethoven durch die zwei Prinzipien dargestellt, mit denen er die Dialektik seines Schaffens beschreibt. Ein düsteres, marschartiges Unisono-Thema wird einleitend vom Orchester vorgetragen. Beantwortet wird es von einem innigen Legatothema des Klavieres. So entsteht ein Dialog, in dessen Verlauf beide Seiten elf immer kürzer werdende Argumente vortragen. Hierbei findet eine Gegenbewegung beider Themen statt. Während das Orchester immer leiser und kürzer in seinen Aussagen wird, gewinnt das Klavierthema an Selbstbewusstsein. Das scheinbar unbezwingbare Motiv der Mächte der Finsternis verliert den Kampf gegen den Sänger der Liebe. Ein elementar ausbrechender Klaviersturm beendet das zaghafter werdende, düstere Schreitmotiv der Streicher und besiegelt den Sieg des Liebesthemas. Eine andere mögliche Erklärung ist die Verarbeitung der Legende von Coriolan. Zur gleichen Zeit wie am 4. Klavierkonzert arbeitete Beethoven an der Ouvertüre zu dem Trauerspiel „Coriolan“ op. 62. Auch darin wird zwei schroffen Themen, die dem unsicheren und herrischen Coriolan entsprechen, ein elegisches Thema entgegengesetzt, das dessen flehender Mutter entspricht. Möglicherweise handelt es sich bei diesem 2. Satz um einen alternativen Entwurf zur Ouvertüre für das Schauspiel, oder Beethoven hatte sich durch die Thematik zur Vertiefung des Motivs anregen lassen. Für den Zusammenhang spricht die gleichzeitige Uraufführung der Werke 1807 im Palais Lobkowitz.

### 3. Satz: Rondo vivace
Das Rondo, welches das Konzert in der Grundtonart G-Dur beschließt, ist von heiterem Charakter. Zunächst tastet sich das tänzerische Hauptthema in der Subdominante C-Dur langsam voran. Diese Zaghaftigkeit ist jedoch nur von kurzer Dauer. Das Solo-Klavier trägt das Thema nun in seiner gesamten Heiterkeit vor und das D-Dur-Zwischenthema kann sich anschließend vollkommen entfalten. Es wird von einer kontrapunktierten Gegenstimme gestützt und entwickelt. Nach einigen Abläufen der verschiedenen Satzteile (siehe Rondo) schließt auch dieser Satz mit einer Kadenz. Diese besteht aus Improvisationen, welche Beethoven notierte. Nach einer letzten Abwandlung des Rondothemas endet der Satz mit einer beethoventypischen, brillanten Presto stretta.

## Das Konzert im Gesamtwerk Beethovens
Das G-Dur-Konzert schlägt, ebenso wie sein späteres Es-Dur-Konzert, Brücken zur nachfolgenden Epoche der Romantik. Das Konzert entstand in zeitlicher Nachbarschaft der 5. und 6. Sinfonie, des „schwesterlichen“ Violinkonzerts op. 61, der Klaviersonate Nr. 21, der Klaviersonate Nr. 23 und der Rasumowski-Quartette.
Robert Schumann sah in ihm „Beethovens vielleicht größtes Klavierkonzert“; für Jewgeni Kissin ist es das schönste.
Große Pianisten haben zu diesem großen Werk große Kadenzen geschrieben, u. a. Eugen d’Albert, Wilhelm Backhaus, Johannes Brahms, Leopold Godowsky, Wilhelm Kempff, Nicolai Medtner, Carl Reinecke und Camille Saint-Saëns.

„Es vergeht kein Tag, an dem ich nicht einmal versuche, den Anfang des G-Dur-Klavierkonzertes zu spielen. Und eigentlich war ich noch nie restlos zufrieden damit.“